# Risa, Mora
Risa är en småort i Mora socken i Mora kommun, Dalarna, belägen nordost om Mora. Från 2015 ingår ett obebott område i Orsa kommun i småorten.